# Rafer Mohammed
Rafer Mohammed (* 4. Oktober 1955) ist ein ehemaliger Sprinter aus Trinidad und Tobago, der sich auf den 400-Meter-Lauf spezialisiert hatte.
Bei den Olympischen Spielen 1980 in Moskau wurde er Sechster in der 4-mal-400-Meter-Staffel.
Seine persönliche Bestzeit von 46,6 s stellte er 1983 auf.